# Dwrhyd Pit
Dwrhyd Pit és un Indret d'Especial Interès Científic (o SSSI, les seves sigles en anglès) del comtat de Sir Benfro, Gal·les. Ha estat designat com a Indret d'Especial Interès Científic des del gener del 1957 amb l'objectiu de protegir els seus fràgils elements geològics. L'indret inclou una àrea de 0,18 hectàrees, i és gestionat pel Cyfoeth Naturiol Cymru.

## Tipologia i característiques
L'espai és considerat com un lloc d'interès per les seves qualitats geològiques. A Gal·les, els indrets geològics varien des de pedreres fins a afloraments rocosos i grans penya-segats al mar. El 30% dels SSSI de Gal·les ho són per les seves característiques geològiques o geomòrfiques.
Dwrhyd Pit és excepcionalment ric en fòssils, aportant sobretot característiques de la vida existent durant la tercera sèrie del període Cambrià (fa uns 515 milions d'anys). Entre d'altres, s'han trobat Trilobits i Braquiòpodes. Aquests fòssils han permès correlacionar aquesta secció amb roques d'època similar d'altres zones de Gal·les i Escandinàvia. Aquest indret també ha permès ampliar el nostre coneixement del Sistema Cambrià per ell mateix.